# Crossnore
Crossnore es un pueblo ubicado en el condado de Avery en el estado estadounidense de Carolina del Norte. En el año 2000 tenía una población de 242 habitantes y una densidad poblacional de 211.9 personas por km².

## Geografía
Crossnore se encuentra ubicado en las coordenadas 36°1′14″N 81°55′45″O / 36.02056, -81.92917.

## Demografía
Según la Oficina del Censo en 2000 los ingresos medios por hogar en la localidad eran de $24.688, y los ingresos medios por familia eran $40.000. Los hombres tenían unos ingresos medios de $26.250 frente a los $23.125 para las mujeres. La renta per cápita para la localidad era de $13.960. Alrededor del 12.5% de las familias y del 12.8% de la población estaban por debajo del umbral de pobreza.